# Langenstein (Kirchhain)
Langenstein è un ex-comune tedesco, oggi frazione del comune di Kirchhain, sito nella parte centrale del Land dell'Assia, Circondario di Marburgo-Biedenkopf. Si trova a circa due chilometri a est del centro di Kirchhain.

## Storia

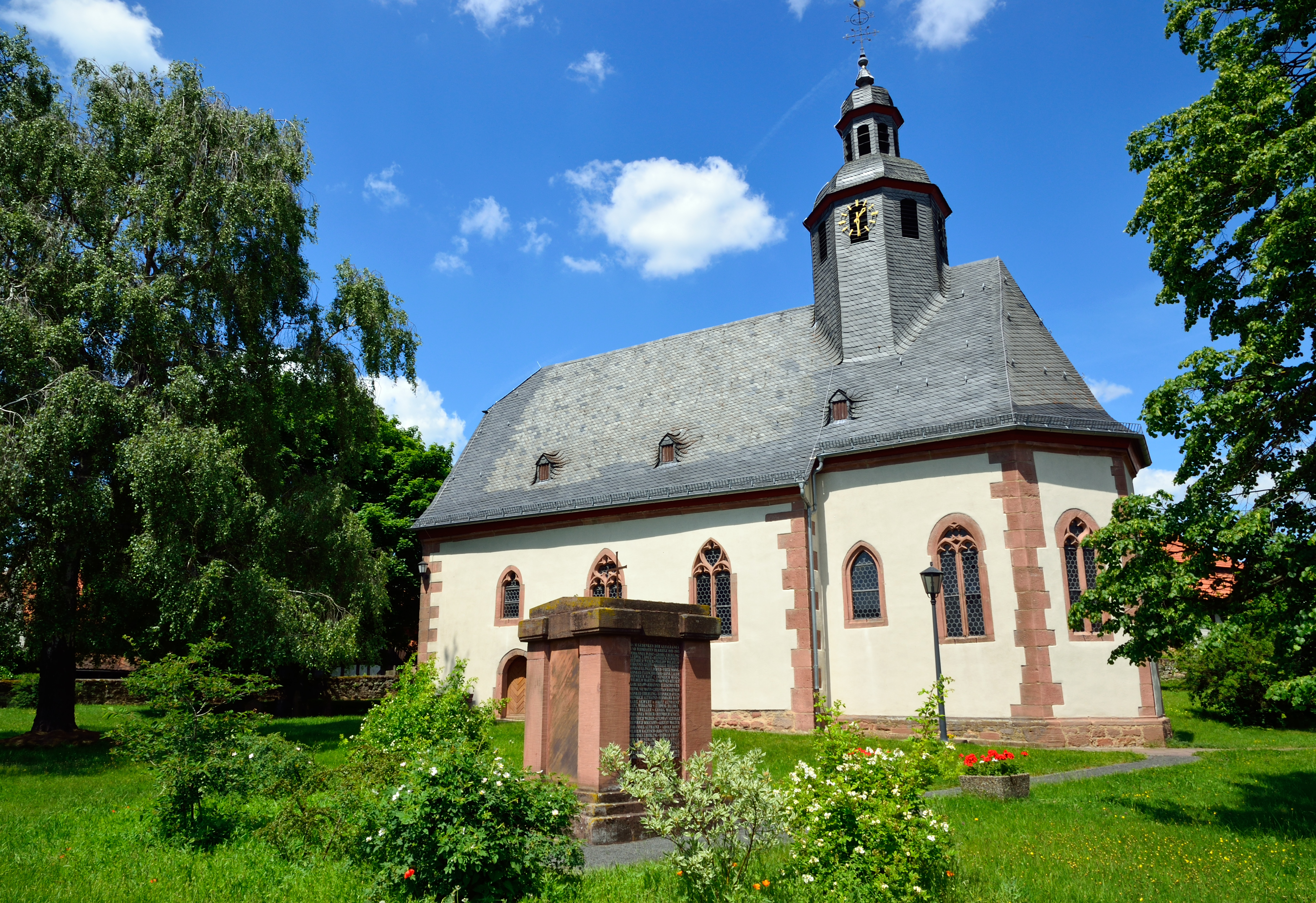
La chiesa di Langenstein

Langenstein deve il nome a un menhir chiamato Langen Stein, alto circa 4,75 m. Esso risale probabilmente al neolitico e si trova presso il muro del cimitero della chiesa evangelica cittadina. Originariamente doveva essere alto circa 6,30 m e largo 2,30, ma successivamente fu abbassato a causa probabilmente di un fulmine, all'altezza attuale. Esso è comunque il menhir più grosso della Germania.
La località risulta citata storicamente la prima volta nel 1135. Il teologo Enrico di Langenstein vi nacque nel 1325.
Comune indipendente fino al 31 dicembre 1971, da questa data, nel corso della riforma locale dell'Assia, fu incorporato come frazione nella città di Kirchhain.